# 深谷駅 (滋賀県)
深谷駅（ふかたにえき）は、かつて滋賀県坂田郡伊吹村（現・米原市）に存在した、逓信省鉄道作業局東海道線の駅（廃駅）である。

## 歴史
1883年（明治16年）の開業当初、東海道線は関ケ原駅から長浜駅に向かっていたが、その線上にあった駅である。1889年（明治22年）、同線の途中（当駅のあった位置）から分岐して、長岡駅（現・近江長岡駅）から米原駅を経由して馬場駅（現・膳所駅）に至る延長線が開業した。その際、分岐点から長浜駅の間は休止となったが、1891年（明治24年）に同区間が貨物線として営業を再開した際に、長岡へ向かう本線との分岐点に新設された貨物駅である。この分岐点は現在の国道365号大野木交差点である。道路転用されて久しいが、線形などが鉄道分岐点の雰囲気をよく残している。
しかし、関ヶ原 - 深谷間は25‰の急勾配が連続するうえ、冬季の積雪も多い難所であったため、1899年（明治32年）に現在の柏原経由の勾配緩和新線が建設されて、本線はそちらに変更された。それにともなって、関ヶ原 - 深谷 - 長岡間、深谷 - 長浜間の旧線は廃止されることとなり、当駅もそれと運命をともにしたのである。

### 年表
- 1883年（明治16年）5月1日：関ケ原 - 長浜間が開業。この時点では当駅は設置されていない。
- 1889年（明治22年）7月1日：関ケ原 - 馬場間延伸線開業。関ケ原 - 長浜間休止。
- 1891年（明治24年）1月12日：分岐点に貨物駅として開業[1]。深谷 - 長浜間が貨物線として運行再開。
- 1899年（明治32年）
  - 10月15日：柏原駅経由の新線が開業したことに伴い、関ケ原 - 当駅 - 近江長岡間は休止。
  - 12月28日：関ケ原 - 深谷 - 長岡、深谷 - 長浜間の廃線により廃駅[1]。

## 隣の駅
逓信省鉄道作業局
東海道線
関ケ原駅 - 深谷駅 - 長岡駅
打消線の駅は当駅開業時点で廃止済。
東海道線（貨物線）
深谷駅 - 春照駅 - 上阪駅 - 長浜駅